# گوایند سواروپ
گوایند سواروپ (انگلیسی: Govind Swarup; ۲۳ مارس ۱۹۲۹ – ۷ سپتامبر ۲۰۲۰) دانشمند در زمینه اخترشناسی رادیویی اهل هند بود.